# Basciano (Toskana)
Basciano ist ein Ortsteil (Fraktion, italienisch frazione) der Gemeinde Monteriggioni in der Provinz Siena, Region Toskana in Italien.

## Geografie
Der Ort liegt ca. 6 Kilometer südöstlich des Hauptortes Monteriggioni und ca. 6 Kilometer nordwestlich der Provinzhauptstadt Siena im Gebiet des Chianti auf 328 m s.l.m. Im Jahr 2001 hatte er ca. 50 Einwohner. Heute (2017) sind es ca. 70. Wichtigstes Gewässer nahe dem Ort ist der Torrente Staggia, der ca. 1 km nördlich fließt.

## Geschichte
Erstmals erwähnt wird der Ort als Basiano…in finibus Senense im Jahr 812 in einer Schenkung zugunsten des monastero di S. Bartolommeo di Pistoja, dem drei Höfe vermacht wurden. Später wird Basciano noch in Dokumenten der Klöster Monastero di Sant’Eugenio (Siena, Ortsteil Costafabbri) und dem der Trafisse erwähnt.

## Sehenswürdigkeiten

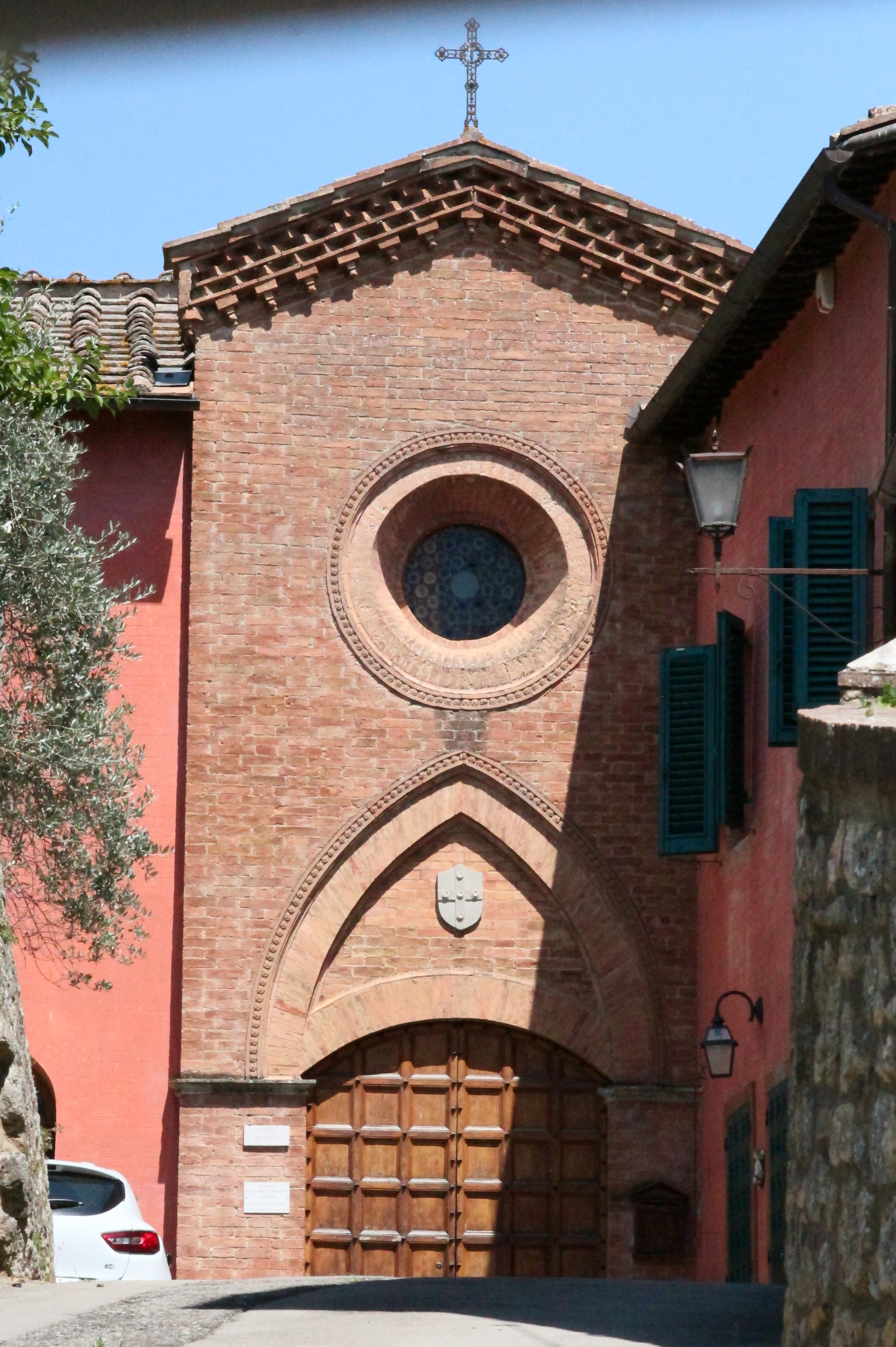
Die Kirche San Giovanni Evangelista

- San Giovanni Evangelista[4][5][6], Kirche im Ortskern. Die Kirche entstand im 13. Jahrhundert und wurde 1726 und 1954 restauriert.[7]
- Villa Parisini[8][9] (auch Villa Parigini und Villa Sansedoni genannt)[10], ab 1750 durch Giovanni Sansedoni entstandene Villa mit italienischem Garten (Giardino all’italiana)[8][9] kurz außerhalb und östlich von Basciano. Die Villa wurde 1831 an Eleonora Cennini vererbt, die sie 1839 an die Nichten und Neffen Eleonora, Luisa Terrosi e Alibrando Parigini gab. Von 1847 bis 1954 gehörte die Villa offiziell den Parigini, dann wurde sie Eigentum der Provinz Siena (Amministrazione Provinciale di Siena).[10]

## Verkehr
- Basciano liegt unweit des Raccordo autostradale 3, Anschlussstelle Badesse. Die Auf- und Abfahrt von und nach Siena liegt ca. 1 km entfernt, die nach Florenz ca. 2,5 km.
- Die nächstgelegene Haltestelle des Schienenverkehrs liegt in Badesse, ca.  2 km entfernt. Sie liegt an der Bahnlinie Siena-Empoli.